# Thords Artikler
Thords Artikler er navnet på
på en jysk retsoptegnelse fra Erik Menved’s
tid, der dels er overleveret i en latinsk tekst,
som åbenbart er originalen, dels i flere
kortere og længere danske tekster, der er yngre
og må betragtes som oversættelser og udtog
af den latinske. Tidspunktet for artiklernes
tilblivelse fremgår af, at de omtaler Erik Klipping som død, samt af, at de nævnes i en
rigslov af 1304, hvor det bestemmes, at der skal
nedsættes en kommission, som skal oversætte
dem fra latin til dansk og udvælge de
nyttigste af dem og forelægge kongen disse til
stadfæstelse på det følgende danehof.
Sandsynligheden taler dog for, at kun den første
halvdel af artiklerne forelå, da loven af 1304 blev
udsendt, og at resten først er udarbejdet
senere, dog snarest straks efter, for at også de
kunde blive inddragne under kommissionens
overvejelser. Thords Artikler havde uden tvivl i 1304 kun
karakteren af en privat optegnelse, og om de
nogen sinde er blevet stadfæstede af kongen,
således som det dengang stilledes i udsigt,
vides ikke bestemt; dog findes der en
efterretning om, at de skal være blevet stadfæstet
af en kong Valdemar. Forfatteren er vistnok en
mand ved navn Thord Litle, der levede under
Erik Menved og var medlem af den i 1304
nedsatte kommission; tidligere er Thord Degn blevet anset for forfatter, men han levede
for sent til at kunne være det. Forfatteren skal
ifølge overskriften til artiklerne have været
landsdommer i Viborg, og dette stemmer godt
med hele retsoptegnelsens karakter, der netop
gør det sandsynligt, at den er foretaget af en
mand i en sådan stilling. En del af
forskrifterne hviler vel på lovbestemmelser, men
mange er rimeligvis fastslåede gennem
landstingets praksis, og andre var måske ved
optegnelsen at anse som blotte forslag til
forandringer i og tillæg til den gældende ret. Thords artikler,
der tæller nær ved 100 kapitler, er en meget
vigtig kilde for den danske retshistorie, ikke
mindst, fordi der i øvrigt kun haves få
oplysninger om retsudviklingen i århundrederne
nærmest efter landskabslovene.

## Eksterne kilder og henvisninger
- Efter tekst af P. J. J. i Salmonsens Konversationsleksikon på Projekt Runeberg.